# محمد المدني الشويرف
محمد المدني الشويرف أو المدني الشويرف (مواليد 1930) أحد أبرز العلماء المسلمين في ليبيا.

## سيرة
ولد محمد المدني بن منصور بن علي الشويرف في مدينة زليتن شرقي طرابلس بقرية الغويلات في 8 رمضان 1348هـ الموافق 6 فبراير 1930. بدأ منذ طفولته بقراءة القرآن الكريم بمسجد أولاد خليل بقرية الغويلات وذلك في سنة 1936م، ثم انتقل إلى زاوية الشيخ أحمد البازة وعمره ثماني سنوات ليواصل قراءة القرآن حتى نهاية سنة 1942.
انتقل إلى زاوية الشيخ عبد السلام الأسمر لينهي قراءة القرآن على يد الشيخ مختار عبد القادر إجوان. وفي سنة 1945، وبالزاوية نفسها، تلقى العلوم الشرعية وعلوم النحو والبلاغة والفقه والفرائض وغيرها من علوم الشريعة واللغة العربية على يد عدد من المشائخ الكبار مثل الشيخ منصور أبو زبيدة والشيخ محمد بن حسين بن عبد الله القماطي والشيخ محمد بن شفلو القماطي والشيخ الطيب بن طاهر المصراتي والشيخ سليمان الزوبي والشيخ عبد الله بن حمودة والشيخ أبوبكر حمير، ومنها تحصل على الشهادة الأهلية.
تولى التدريس في هذه الزاوية إلى جانب مشائخه الكبار ودرّس عدد من الكتب مثل كتاب الشيخ على الأجرومية في النحو وكتاب الدمنهوري في المنطق وميارة بن حمدون في الفقه وقطر الندى لابن هشام في النحو.
في سنة 1952 التحق بجامعة الأزهر الشريف وبدأ الدراسة بكلية الشريعة في بداية السنة الدراسية المذكورة، وكان من الطلاب الأوائل بالكلية طيلة مدة دراسته وتحصل على الشهادة العالية لكلية الشريعة «الليسانس» سنة 1956، ثم واصل تعليمه في الأزهر الشريف ليحصل على شهادة العالمية مع الإجازة في التدريس.
كان من بين المشائخ الذين درس عليهم في الأزهر: الشيخ أحمد نور أستاذ علم الحديث، والشيخ عبد الحكيم عمارة أستاذ الفقه، والشيخ طاهر عبد المجيد أستاذ الفلسفة وعلم الأصول، والشيخ محمود العقدة والذي كان من أساتذته في مرحلة تخصص التدريس.
اشترك أثناء دراسته الأزهرية في مسابقة الحديث التي تقيمها كلية الشريعة وتحصل على الترتيب الثاني في أول مشاركة له وفي السنوات التالية كان ترتيبه الأول في كل سنة. كما شارك في النوادي الثقافية وجمعية الشباب المسلمين وكان من الناشطين المهمين في النادي الثقافي الليبي خلال فترة دراسته.
كان عضو الهيئة التأسيسية ورئيس اللجنة القانونية التأسيسة لنادي النصر بزليتن وأول رئيس لمجلس الإدارة المؤقت للنادي الذي أعلن افتتاح النادي في 29 مارس 1960 وأشرف على انتخاب أول مجلس إدارة للنادي.

## وظائف شغلها
- عُين مدرساً بالمعهد الأسمري الديني بمدينة زليتن في 1 نوفمبر 1957.
- مديراً لمعهد أحمد باشا الديني بالعاصمة الليبية طرابلس من سنة 1960 إلى سنة 1962.
- مديراً لمعهد سبها الديني من سنة 1962 إلى سنة 1965.
- مديراً للمعهد الأسمري الديني من سنة 1965 إلى سنة 1967.
- مديراً لإدارة الوعظ والإرشاد والمساجد بالجامعة الإسلامية بالبيضاء من سنة 1967 إلى سنة 1971.
- مديراً لإدارة الوعظ والإرشاد والمساجد بالهيئة العامة للأوقاف من سنة 1971 إلى سنة 1984.

انتقل في سنة 1984 إلى مسقط رأسه بمدينة زليتن ليستقر بها إلى حين تقاعده سنة 1994م. وكُلِّف بتأسيس الجامعة الأسمرية للعلوم الإسلامية بمدينة زليتن سنة 1996 وعين شيخاً للجامعة ورئيس اللجنة الإدارية إلى أن تركها سنة 2002.

## مهام دينية
- عضواً بدار الإفتاء الليبية حتى سنة 1983 حين عُطِّل دور الإفتاء.
- عضو مجلس إدارة الهيئة العامة للأوقاف منذ 1972 م .
- ترأس وشارك العديد من الوفود لحضور مؤتمرات وندوات إسلامية في كثير من دول العالم منها ماليزيا وبنغلاديش وتركيا وتوغو وغيرها.
- أوفد للوعظ والإرشاد في اليونان وسويسرا وفرنسا.
- مثَّل لليبيا في مؤتمر رابطة العالم الإسلامي بمكة المكرمة ضمن وفد.
- شارك في مؤتمر رسالة المسجد الذي نظمته رابطة العالم الإسلامي في 20 سبتمبر 1975 بمكة المكرمة وقد انبثق عن المؤتمر «لجنة رسالة المسجد برابطة العالم الإسلامي» وكان الشيخ محمد المدني الشويرف هو أحد أعضائها.
- ترأس البعثة الدينية للحجيج الليبي في كثير من السنوات منذ سنة 1960 إلى سنة 1983.
- درّس بالحرمين الشريفين في جميع رحلاته للحج.
- ألقى دروساً مسجلة بالإذاعتين المرئية والمسموعة في الوعظ والإرشاد وشؤون الحج وفقه العبادات وبرامج مباشرة في الفتاوى.
- ألقى العديد من الدروس والمحاضرات والخطب وشارك في المناسبات والاحتفالات الدينية وافتتاح المساجد في أغلب المدن الليبية.
- رئيس تحرير مجلة الهدى الإسلامي من سنة 1967 إلى حين أوقف صدورها سنة 1978، وكتب العديد من المقالات في الصحف والمجلات.

## الاعتقال
اعتُقل الشيخ محمد المدني الشويرف في سجون مصراتة منذ 20 اغسطس 2011 طيلة أربع سنوات، بسبب ظهوره في القناة التلفزيونية الحكومية الليبية الناطقة باسم العقيد معمر القذافي، مُعلقاً ضد ثورة 17 فبراير، وداعيًا لحقن دماء الليبيين. أُطلق سراحه في 14 أغسطس 2015.